# Jean-Christophe Lafaille
Jean-Christophe Lafaille (Gap, 31 marzo 1965 – Makalu, 26 gennaio 2006) è stato un alpinista e guida alpina francese.
È famoso per le molte salite impegnative sulle Alpi e in Himalaya. Ha salito undici dei quattordici ottomila, molti dei quali per nuove vie, ma è scomparso durante il tentativo della prima solitaria invernale del Makalu, la quinta montagna più alta del mondo.

## Biografia

### Inizio della carriera

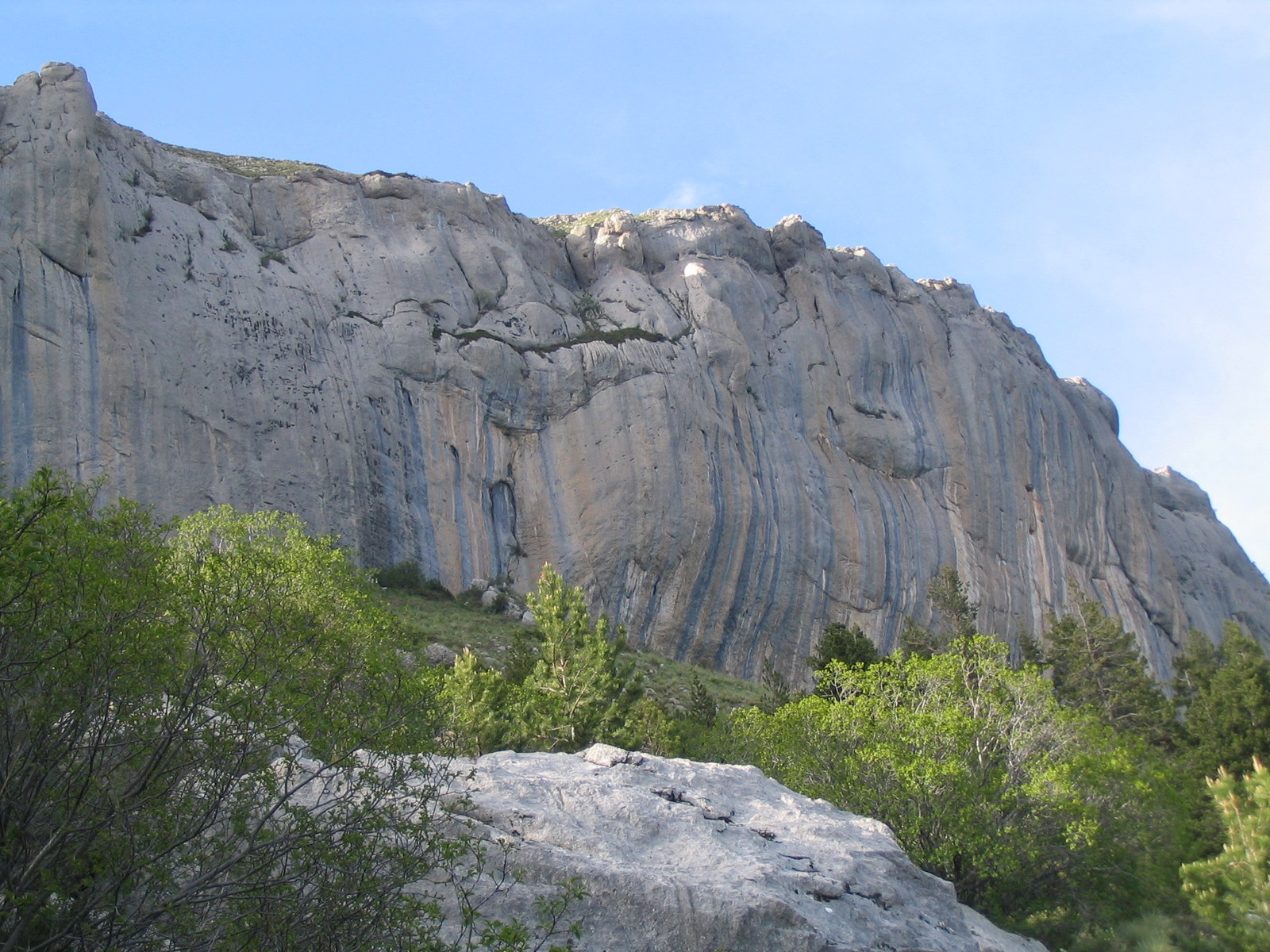
Un settore della falesia di Céüse

Nato a Gap, nel dipartimento delle Alte Alpi, Lafaille ha iniziato con l'arrampicata, e da adolescente ha arrampicato intensivamente a Céüse contribuendo a farne uno dei siti d'arrampicata più conosciuti al mondo. Nel 1989 salì in free solo il 7c+ Le privilège du serpent a Céüse.
Nei primi anni novanta Lafaille divenne guida alpina e cominciò a praticare l'alpinismo sulle Alpi. Compì diverse difficili salite sul Monte Bianco, tra cui la prima solitaria di Divine Providence sulla parete est del Grand Pilier d'Angle, una delle vie più dure del gruppo a quel tempo.

### Incidente sull'Annapurna

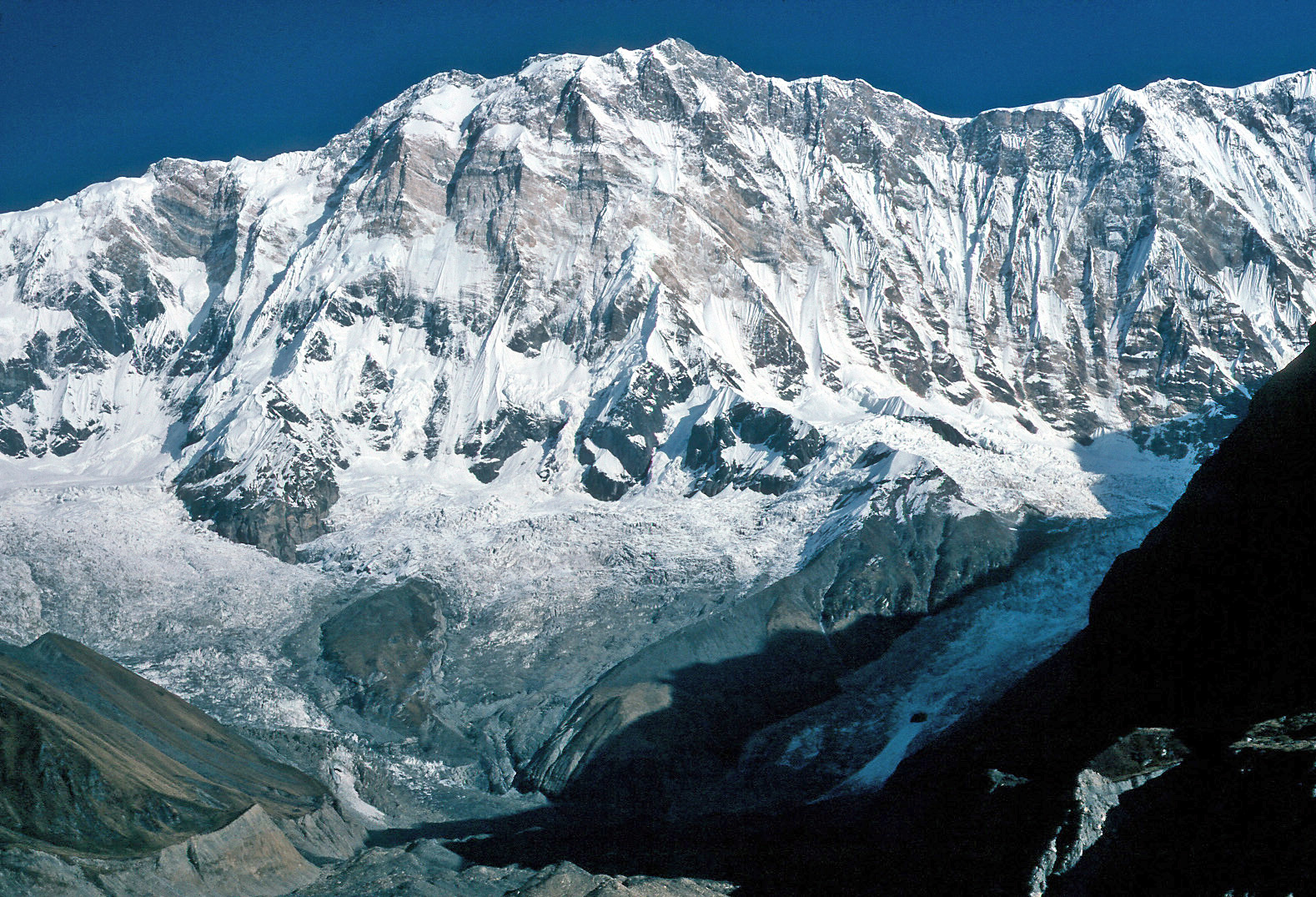
La parete sud dell'Annapurna

Grazie alle sue salite sulle Alpi, Lafaille fu invitato a partecipare a una spedizione sull'Annapurna I da Pierre Béghin, uno dei capi spedizione francesi di quel periodo. I due tentarono la parete sud dopo la stagione dei monsoni nell'ottobre 1991 in stile alpino, senza supporto degli sherpa, campi già preparati o corde fisse. Raggiunsero i 7400 metri quando il brutto tempo li costrinse a scendere. I due fecero una serie di calate lungo la parete, ma a causa del loro approccio "leggero" avevano poco materiale per assicurarsi e furono spesso costretti a calarsi su un singolo ancoraggio per conservare il materiale. Durante la quarta o quinta calata, Béghin cadde mortalmente quando la protezione a cui era assicurato si staccò dalla roccia. Béghin stava portando la maggior parte del materiale, incluse tutte le corde, e Lafaille rimase solo sulla parete, 1000 metri sopra la salvezza.
Con grande difficoltà Lafaille riuscì a discendere la parete di 75 gradi fino all'ultimo bivacco, dove trovò una corda di 20 metri che gli permise di fare brevi calate nelle parti più difficili. Senza materiale per gli ancoraggi fu obbligato ad affidarsi ai picchetti della tenda e in una occasione a una bottiglia di plastica. Infine raggiunse quello che avrebbe dovuto essere la salvezza alla corda fissa che lui e Béghin avevano attrezzato su una fascia di roccia ripida, ma quasi immediatamente fu colpito dalla caduta di una pietra che gli ruppe il braccio destro.
Ferito e debole, rimase per due giorni su una cengia nella speranza che altri scalatori lo soccorressero. Sebbene nel frattempo vi fosse un team sloveno che stava tentando una via in un'altra zona della parete sud, giudicarono che un tentativo di soccorso sarebbe stato troppo pericoloso, così non venne nessuno. La cosa più dura, disse Lafaille, fu vedere la vita nella vallata sottostante, e di notte i flash delle macchine fotografiche degli escursionisti. Nonostante questo in seguito si dichiarò d'accordo con gli sloveni nel non aver tentato il salvataggio.
Alla fine, persa la speranza del soccorso, Lafaille decise di continuare la discesa da solo. Inizialmente cercò di continuare le calate ma, impossibilitato a controllare la corda con una mano sola e i denti, passò a disarrampicare con una mano sola e totalmente esausto raggiunse il campo base sloveno. Ormai gli alpinisti alla base avevano perso ogni speranza, e alla sua prima moglie Véronique era già stata data la notizia della morte. Reinhold Messner in seguito disse che l'istinto di sopravvivenza da lui dimostrato era di quel genere che hanno solo i migliori alpinisti.

### Carriera successiva

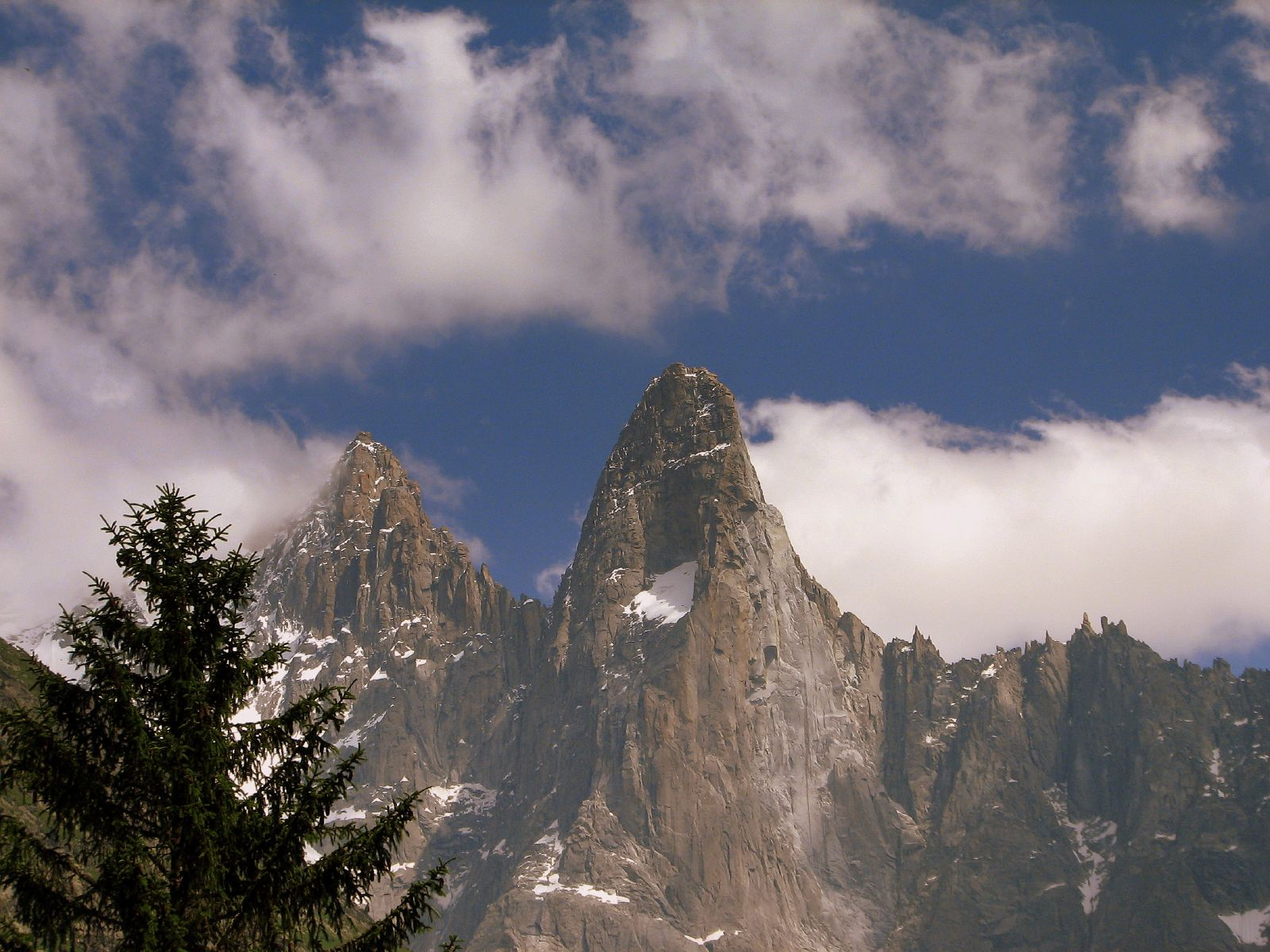
La parete dei Drus dove Lafaille aprì la sua via più difficile sulle Alpi

Dopo l'Annapurna Lafaille decise di non scalare più, ma durante il suo lungo recupero fisico e psicologico riprese con arrampicate facili ai piedi delle Alpi e alla fine ritornò alle salite estreme.
Un anno dopo il suo incidente salì il Cho Oyu e poi nel 1994 aprì una via nuova in solitaria sulla parete nord dello Shisha Pangma. Fu la prima di molte salite di ottomila: il concatenamento del Gasherbrum I e del Gasherbrum II in solitaria in quattro giorni nel 1996, la salita del Lhotse nel 1997, il Manaslu in solitaria nel 2000, e il K2 nel 2001 per la via Cesen.
Sulle Alpi nel 1995 effettuò un concatenamento di dieci delle cime più prestigiose delle Alpi (compresa la trilogia Eiger Cervino Grandes Jorasses) in quindici giorni. Passò da una montagna all'altra con gli sci percorrendo 140 km di spostamenti e 20.000 metri di dislivello. Nel 2001 fece la prima salita della Via Lafaille sull'Aiguilles du Dru, a quel tempo considerata la via più dura delle Alpi.
L'Annapurna rimase una ossessione per lui, tanto che in seguito avrebbe intitolato la sua autobiografia Prigioniero dell'Annapurna. Ritornò su quella montagna tre volte. La prima fu un tentativo in solitaria sulla Via Bonington sulla parete sud, che fallì per condizioni di neve scarsa. Nel 1998 ritornò sulla stessa via con un team più grande, ma la spedizione fu abbandonata quando uno sherpa perse la vita sotto una valanga. Finalmente nel 2002 raggiunse la vetta con Alberto Iñurrategi, per la lunga e impegnativa cresta est.
Nel 2003 Lafaille aveva ormai deciso di provare a salire tutti i quattordici ottomila: ma a differenza di molti alpinisti con lo stesso obbiettivo, lui non desiderava solo salirli per vie già esistenti, in grandi spedizioni e con l'ossigeno. Lui voleva continuare ad aprire nuove vie, fare delle solitarie o delle impegnative invernali. Nel 2003, in soli due mesi, salì il Nanga Parbat aprendo una nuova via, il Dhaulagiri I in solitaria e il Broad Peak. Durante la salita di quest'ultimo rischiò di morire per la caduta in un crepaccio e lo sviluppo di un edema polmonare da alta quota. Fu salvato da Ed Viesturs e Denis Urubko.
Nel dicembre 2004 salì in solitaria lo Shisha Pangma che aveva scalato già nel 1994. Pensava di realizzare la prima invernale ma raggiunse la cima l'11 dicembre che era troppo presto per essere classificata come invernale. A quel punto aveva completato undici dei quattordici ottomila, e gli mancavano solo l'Everest, il Kanchenjunga e il Makalu per completare il suo obbiettivo.

### Makalu

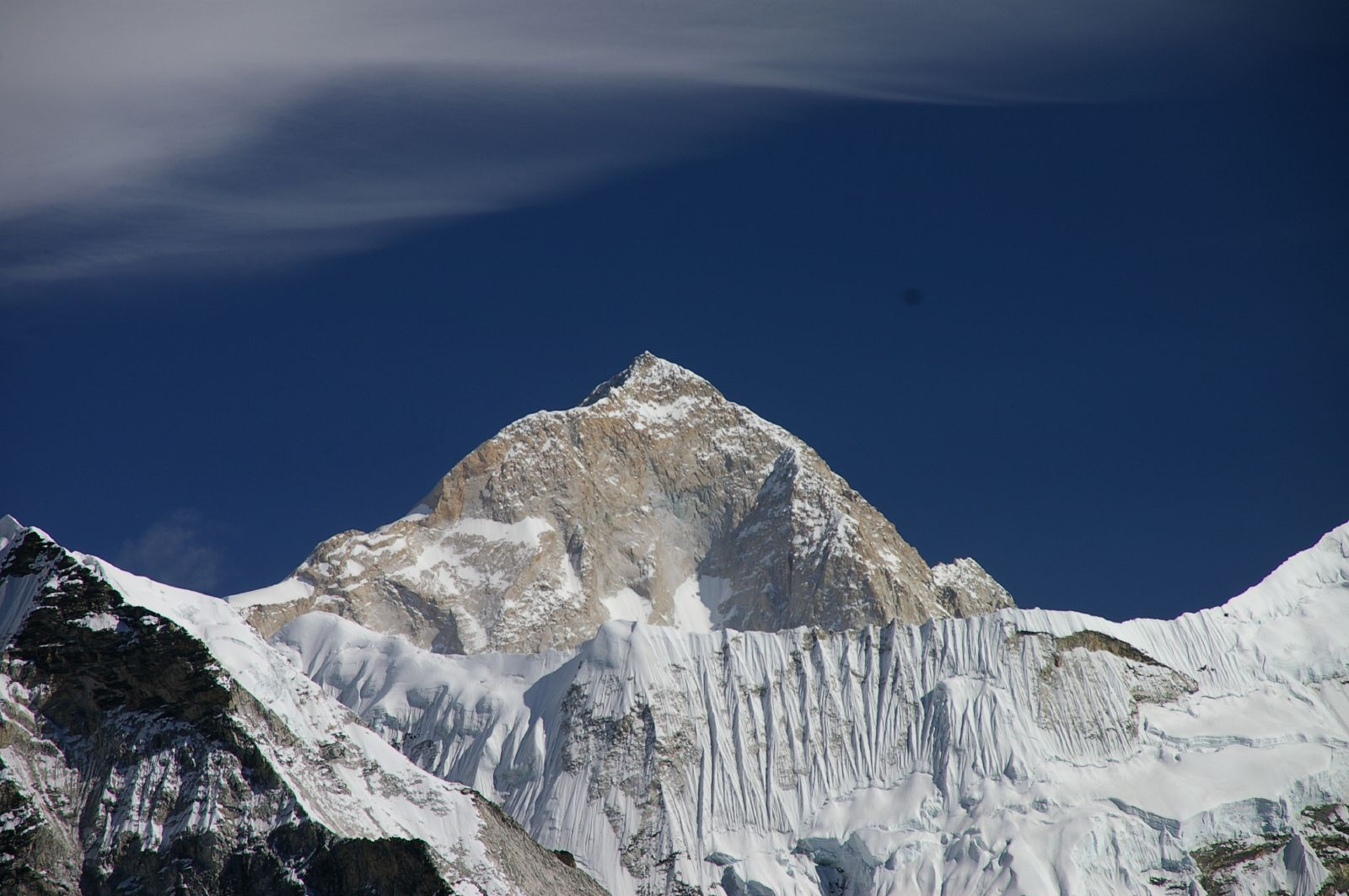
Il Makalu, luogo dell'ultima salita di Lafaille

L'ultima salita di Lafaille fu una delle più audaci. Nel dicembre 2005 intraprese una solitaria sul Makalu (8462 m). Era un obiettivo molto ardito, Lafaille commentò: 
Per più di quattro settimane, a dicembre e gennaio, trascinò carichi di materiale interamente da solo su per la montagna sopra il campo avanzato a 5300 metri, ma fu costretto a ritirarsi dai forti venti che distrussero la sua tenda e due volte lo sollevarono da terra. Tuttavia dopo due settimane al campo base il tempo migliorò e il 24 gennaio partì per la scalata. Il mezzo di comunicazione era un telefono satellitare che usava per parlare con la moglie diverse volte al giorno.
Il mattino del 26 si era accampato su una piccola cengia, circa 1000 metri sotto la vetta e disse alla moglie che avrebbe provato a raggiungere la vetta quel giorno. Da quel momento non ci furono più sue notizie. Da solo e in inverno, senza nessun alpinista sufficientemente acclimatato per raggiungere il suo ultimo campo, non c'erano possibilità di soccorso. Il team del campo base perse le speranze di un suo ritorno dopo una settimana, e in seguito un elicottero cercò invano suoi segni sulla montagna. Il suo corpo non è stato ritrovato e i dettagli dell'incidente rimangono sconosciuti. Ha lasciato la moglie Katia e due figli.

## Salite himalayane
Tutti i seguenti ottomila sono stati saliti senza ossigeno.
| #  | Ottomila      | Anno | Descrizione                                                                             |
| -- | ------------- | ---- | --------------------------------------------------------------------------------------- |
| 1  | Cho Oyu       | 1993 | Via Polacca                                                                             |
| 2  | Shisha Pangma | 1994 | Solitaria, nuova via sulla parete nord                                                  |
| 3  | Gasherbrum II | 1996 | Solitaria, nuova via sulla parete nord-est                                              |
| 4  | Gasherbrum I  | 1996 | Solitaria, concatenato col Gasherbrum II                                                |
| 5  | Lhotse        | 1997 | Versante ovest                                                                          |
| 6  | Manaslu       | 2000 | Prima solitaria della diretta sulla parete nord                                         |
| 7  | K2            | 2001 | Prima francese della Via Cesen con Hans Kammerlander                                    |
| 8  | Annapurna I   | 2002 | Prima mondiale della cresta est                                                         |
| 9  | Dhaulagiri I  | 2003 | Solitaria                                                                               |
| 10 | Nanga Parbat  | 2003 | Nuova via Tom e Martina con Simone Moro                                                 |
| 11 | Broad Peak    | 2003 | Rischiò di morire: aveva un edema polmonare e cadde in un crepaccio durante la discesa. |

## Salite sulle Alpi

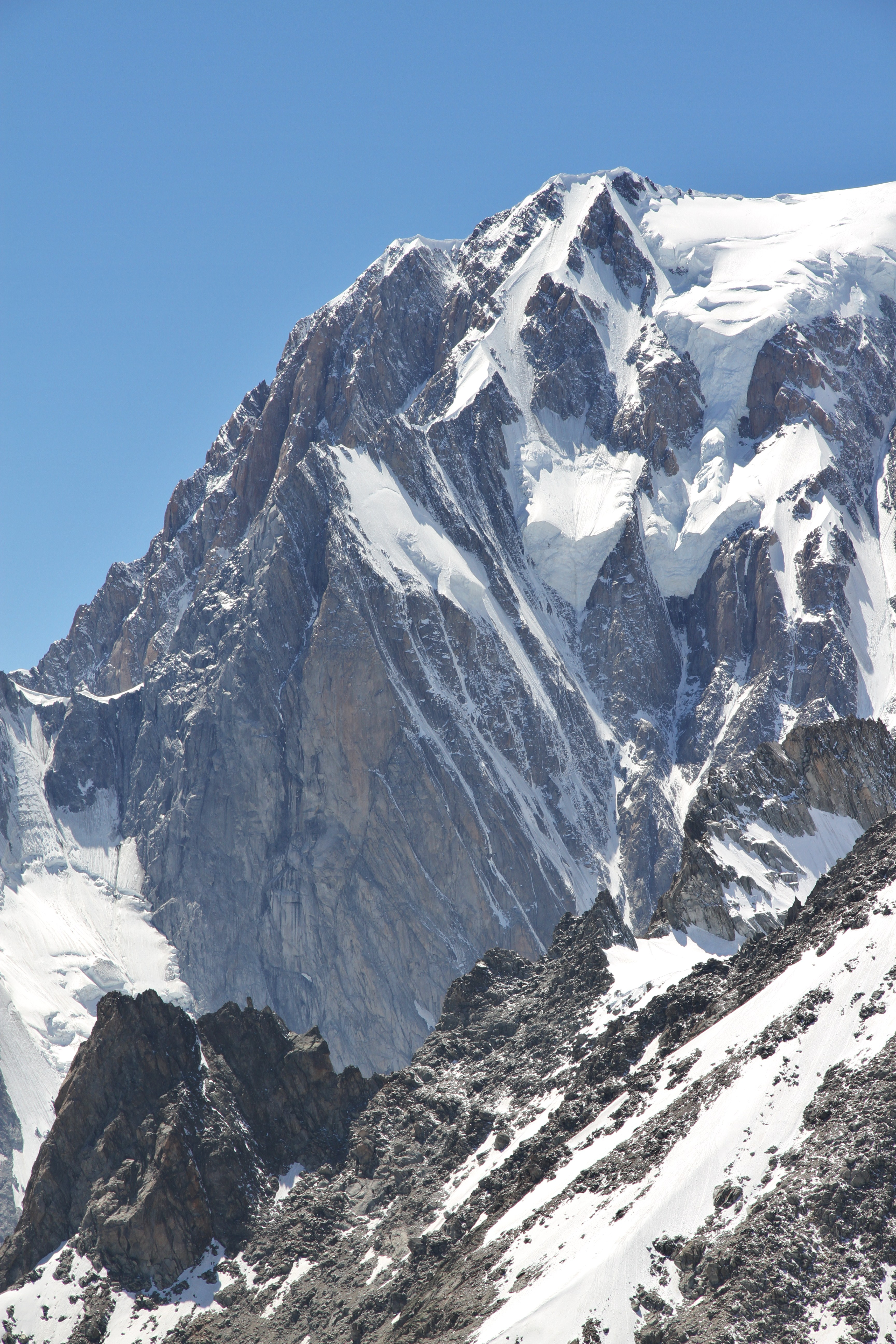
La parete est del Grand Pilier d'Angle su cui ha realizzato la prima solitaria di Divine Providence

- Goulotte Lafaille - Mont Blanc du Tacul - 1985 - Prima salita
- Le privilège du serpent - Céüse - 1989 - 7c+ Salita in free solo
- Via degli Svizzeri - Grand Capucin - 1990 - Prima solitaria invernale
- Divine providence - Grand Pilier d'Angle - 1990 - Quarta salita e prima solitaria, allora considerata come la via d'arrampicata più difficile del Monte Bianco
- Via Bonatti-Ghigo - Grand Capucin - 1991 - Prima solitaria invernale
- Balade pour Mélanie - Monte Maudit dal ghiacciaio della Brenva - 1991 - Prima salita
- Un autre monde - Grand Pilier d'Angle - 1991 - Prima solitaria
- Concatenamento - Grand Pilier d'Angle e Pilone Centrale del Frêney - 1991
- Ecume des jours - Pilone Centrale del Frêney - 1991 - Prima salita
- Directe des Capucines - Grand Capucin - 1992 - Prima solitaria e prima invernale
- Week-end in Transilvania - Trident - 1992 - Prima solitaria invernale
- Chemin des étoiles - Nord Grandes Jorasses / punta Croz - 1992 - Prima salita in solitaria invernale dal 9 al 13 marzo e poi dal 23 al 25 aprile
- Décalage - Nord Grandes Jorasses / punta Croz - 1999 - Prima salita in solitaria
- Via Lafaille - Aiguilles du Dru - 2001 - Prima salita in solitaria invernale, via di arrampicata artificiale fino all'A5+
- Pèlerinage - Aiguille du Peigne - 2002 - Prima salita in solitaria invernale[9]